# Galactic Empire (jeu vidéo, 1980)

Galactic Empire est un jeu vidéo de stratégie développé par Doug Carlston et publié par Brøderbund Software en 1980. Il est initialement développé en 1979 sur un TRS-80 par Douglas Carlston qui, avec son frère Gary Carlson, fonde le studio Brøderbund Software l’année suivante pour le publier,. 

## Système de jeu
Galactic Empire est un jeu vidéo de stratégie de conquête spatiale. Le joueur commande la flotte impériale de la planète Galactica et affronte l’ordinateur avec pour objectif de conquérir les vingt planètes habitées d’un secteur de la galaxie en moins de mille ans. Pour accomplir cet objectif, il doit lever des taxes, recruter des troupes et fabriquer des vaisseaux spatiaux sur les mondes qu’il contrôle afin de développer sa flotte et de conquérir de nouvelles planètes. Pour cela, il s’appuie sur son ordinateur de bord et sur l’aide de quatre officiers. 
Au début d’une partie, le joueur ne contrôle que son monde d’origine et ne dispose d’aucune information sur les autres planètes du secteur, dont la configuration change d’une partie à l’autre. Par l’intermédiaire du lieutenant Starbuck, il peut envoyer des sondes d’exploration sur ces planètes afin d’obtenir des informations sur leur population et leur niveau de développement technologique. L’ordinateur de bord l’informe de la date et du lieu d’arrivé prévu de chaque sonde, afin qu’il puisse les récupérer pour obtenir les informations collectées. L’ordinateur lui permet également de visualiser une carte locale ou globale du secteur et de calculer la distance qui sépare deux systèmes planétaires,. Le lieutenant Bayliss permet au joueur de lever des taxes, de recruter des troupes et d’acheter de nouveaux vaisseaux sur les planètes qu’il contrôle. Les possibilités offertes par les différentes planètes diffèrent suivant leur niveau de développement. Les mondes primitifs ne peuvent ainsi fournir que des troupes alors que les planètes les plus développées peuvent également produire des vaisseaux. Le navigateur Kirman permet au joueur de déplacer sa flotte d’une planète à l’autre, que ce soit pour récupérer une sonde d’exploration, pour conquérir une nouvelle planète ou pour collecter des taxes et récupérer des renforts. La flotte se déplace à une vitesse inférieure à celle de la lumière et les voyages peuvent donc prendre plusieurs années. En fonction de la distance parcourue, chaque déplacement de la flotte déduit ainsi un certain temps sur le délai de mille ans dont il dispose pour accomplir son objectif. Lorsque le joueur ne voyage pas, le temps s’écoule au rythme d’environ une année toutes les quatre minutes et si le joueur doit rester plusieurs années au même endroit afin d’attendre une sonde ou la construction d’un nouveau vaisseau, il peut faire appel au docteur Henderson pour passer le délai d’attente,.

## Postérité
Galactic Empire est l’un des premiers jeux vidéo commerciaux dans lequel l’objectif du joueur est de bâtir un empire galactique grâce au développement militaire et économique, thème qui est plus tard popularisé par les jeux 4X. Il marque le début d’une série de quatre jeux sur ce thème, connue sous le nom de Galactic Saga, dont les scénarios se suivent et dont le système de jeu devient de plus en plus complexe. 
Dans Galactic Trader (1979), le joueur se voit retirer le commandement de la flotte impériale par l’empereur Tawala Mungo. Il décide alors d’acheter un vaisseau de transport avec pour objectif de faire fortune grâce au commerce de marchandises entre les différentes planètes du secteur. Outre son vaisseau, il conserve son ordinateur de bord et son navigateur et il débute la partie avec mille crédits et mille unités de carburant. Avec son vaisseau, il navigue d’un monde à l’autre afin d’acheter et de revendre des marchandises au meilleur prix. Il doit notamment éviter de reprendre plusieurs fois la même route, afin de ne pas se faire voler les routes commerciales les plus profitables par ses concurrents,  et éviter de se rendre trop souvent à Galactica pour échapper aux assassins lancer à ses trousses par l’empereur. Comme dans Galactic Empire , l’ordinateur de bord permet au joueur de visualiser une carte du secteur. Il tient également un registre des transactions commerciales et de la consommation de carburant,. 
Le scénario de Galactic Revolution (1980) débute alors que le joueur a fait fortune et qu’il envisage de reprendre le contrôle de l’empire qu’il a contribué à conquérir. Pour cela, il doit faire basculer l’opinion des différentes planètes du secteur en sa faveur. La population de chaque planète est repartie entre cinq groupes d’influence : les fabricants, les militaires, les paysans, les marchands et les bureaucrates. Au début d’une partie, le joueur bénéficie déjà du soutien d’une partie de l’armée et des marchands. En face, l’empereur bénéficie encore du soutien des paysans, des bureaucrates et d’une partie de l’armée, alors que le négociant Jan Swart bénéficie de celui des fabricants et des marchands. Chaque opposant contrôle un certain nombre de mondes, les autres étant indépendants. Sur chaque planète, le joueur peut réaliser différents types d’action comme mettre en place des réformes, réduire ou augmenter les taxes ou organiser la conscription. Chaque action lui attire les faveurs d’un ou deux groupes d’influence, au détriment des autres. Le jeu met ainsi l’accent sur les manœuvres politiques plutôt que sur l’aspect militaire, qui reste néanmoins présent avec la possibilité de déclarer la guerre et de conquérir une planète contrôlé par un adversaire. Contrairement à ses prédécesseurs, le jeu propose un mode multijoueur dans lequel un joueur peut incarner l’empereur et un autre Jan Swart. Du fait de sa complexité et de sa combinaison des aspects militaires, économiques et politiques, Galactic Revolution est rétrospectivement considéré comme un des précurseurs des jeux 4X comme Civilization,. 
La saga se termine avec Tawala’s Last Redoubt (1981) qui débute après la défaite de l’empereur et sa fuite jusqu’à une planète nouvellement découverte, Farside, sur laquelle il fait ériger une forteresse afin de se protéger. Le joueur commande un petit groupe de rebelles et tente d’obtenir le soutien des natifs de la planète pour vaincre définitivement l’empereur,. Ce dernier opus reprend globalement le système de jeu de Galactic Empire mais le transpose à la surface d’une unique planète.